# Delta 104
Delta 104 – amerykański człon rakiet nośnych. Pierwszy człon z serii  Delta. Stanowił część rakiet Thor Delta. Użyty został 12 razy, w tym jedno użycie zakończyło się fiaskiem.